# Voepass Linhas Aéreas
Voepass Linhas Aéreas — бразильская региональная авиакомпания со штаб-квартирой в городе Рибейран-Прету (штат Сан-Паулу). Портом приписки авиакомпании и её главным транзитным узлом (хабом) является Аэропорт имени доктора Лейти Лопеса в Рибейран-Прету.
В соответствии с отчётом Национального агентства гражданской авиации Бразилии в 2010 году доля пассажирских перевозок Passaredo Linhas Aéreas в стране составила 0,64 % на внутренних маршрутах по показателю перевезённых пассажиров на километр дистанции.

## История
История авиакомпании началась в 1995 году с приобретением транспортной компанией «Viação Passaredo», занимавшейся организацией автобусного сообщения между городами Бразилии, лицензии на пассажирские авиаперевозки и нескольких воздушных судов регионального класса. В настоящее время обе компании принадлежат финансовой группе «Grupo Passaredo».
В апреле 2002 года все рейсы авиакомпании были прекращены и после реорганизации деятельности перевозчика возобновлены в 2004 году.

## Маршрутная сеть

Прежний логотип авиакомпании Passaredo Linhas Aéreas

В феврале 2011 года маршрутная сеть регулярных перевозок авиакомпании Passaredo Linhas Aéreas включала в себя следующие пункты назначения:
- Арагуаина — Аэропорт Арагуаина
- Баррейрас
- Белу-Оризонти — Аэропорт имени Карлоса Друммонда-ди-Андраде
- Бразилиа — Международный аэропорт Бразилиа
- Куритиба — Международный аэропорт Афонсу Пена
- Куяба — Международный аэропорт имени маршала Рондона
- Гояния — Международный аэропорт Санта-Женевьева
- Жи-Парана
- Лондрина — Аэропорт Лондрина
- Палмас — Аэропорт Палмас
- Порту-Алегри — Международный аэропорт Салгаду Филью
- Ресифи — Международный аэропорт Гуарарапис
- Рибейран-Прету — Аэропорт имени доктора Лейти Лопеса хаб
- Рио-де-Жанейро — Аэропорт Сантос-Дюмон
- Салвадор — Международный аэропорт имени депутата Луиса Эдуардо Магальяса
- Сан-Жозе-ду-Риу-Прету — Аэропорт Сан-Жозе-ду-Риу-Прету
- Сан-Паулу — Международный аэропорт Гуарульос
- Уберландия
- Витория-да-Конкиста

## Флот

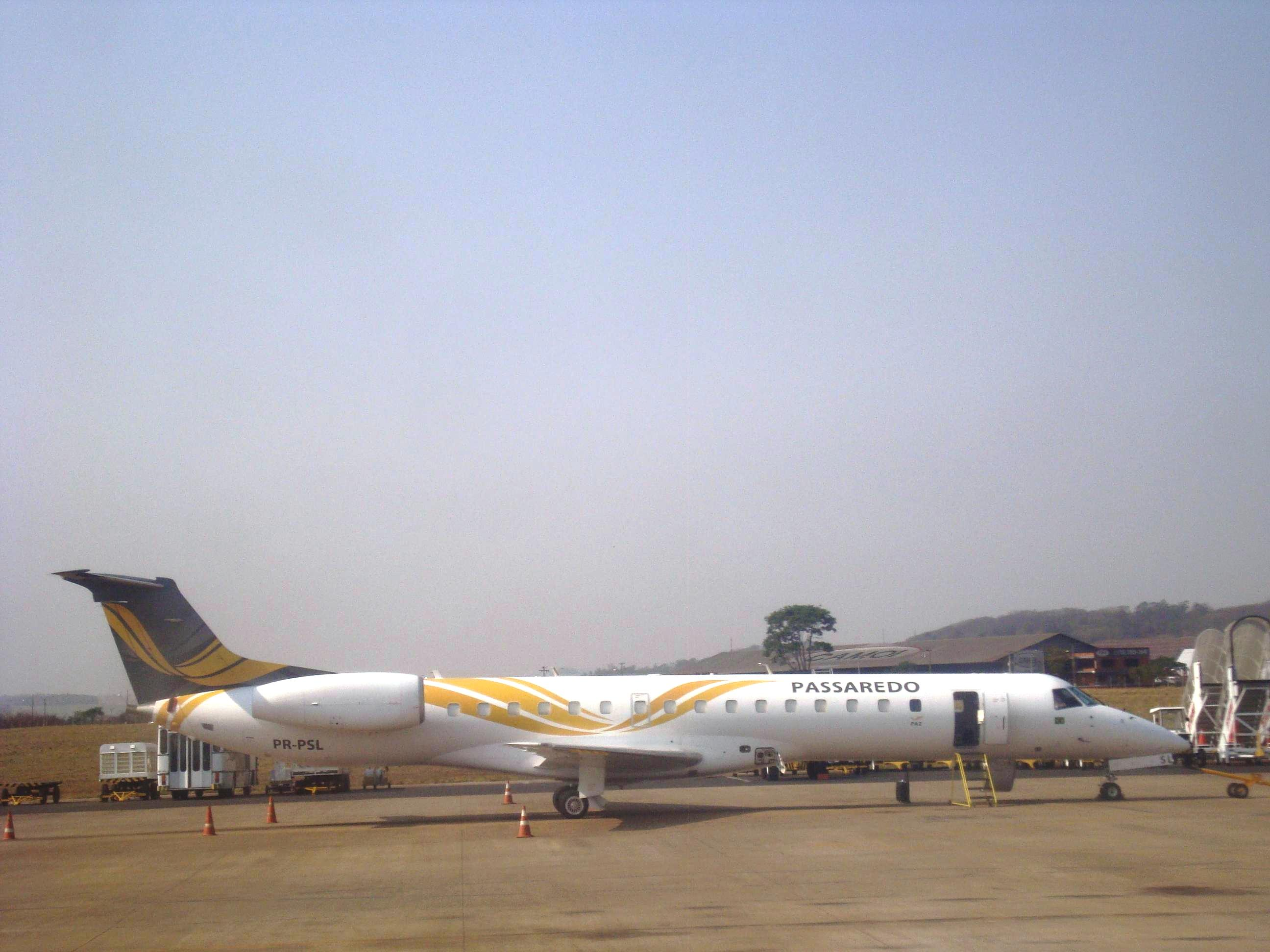
ERJ-145LR авиакомпании Passaredo

В ноябре 2010 года воздушный флот авиакомпании Passaredo Linhas Aéreas составляли следующие самолёты:

## Аварии и катастрофы
- 25 августа 2010 года. Самолёт Embraer ERJ-145 (регистрационный PR-PSJ), выполнявший рейс 2231 из Сан-Паулу в Витория-да-Конкиста, при выполнении посадки в аэропорту назначения коснулся земли до взлётно-посадочной полосы 15/33, вследствие чего все стойки шасси были оторваны от самолёта. Лайнер проскользил по полосе несколько сотен метров и снова вышел за её пределы, остановившись в грунте справа от полосы. В правом двигателе возник пожар, который удалось быстро потушить. Из 24 пассажиров и 3 членов экипажа, находившихся на борту самолёта, двое получили лёгкие ранения[5].
- 9 августа 2024 года самолёт ATR 72-500 (регистрационный номер PS-VPB), выполнявший рейс 2283 из Каскавеля в аэропорт Гуарульюс, разбился возле города Виньеду штата Сан-Паулу[6]. На борту находилось 62 человека[7]